# Бежин луг XXI век
«Бежин луг XXI век» — туристско-рекреационный ландшафтный парк в Тульской области, музей живой природы, где собраны растения со всей территории России и высажены в виде лабиринта. Первый в России ландшафтный парк в котором собрано более 20 000 растений, в том числе занесенные в Красную книгу.
Музей заповедник живой природы, где проводятся работы по акклиматизации редких, исчезающих видов растений, многие из которых занесены в красную книгу. Собирается и выращивается коллекция реликтовых видов и ценных пород деревьев. Создается селекционный центр по адаптации и размножению редких овощных и плодовых культур для сельских подворий

## История
Парк «Бежин луг XXI век» создан активистами в поле, заросшим бурьяном в историческом между Государственным мемориальным и природным музеем-заповедником И. С. Тургенева «Спасское-Лутовиново» и природным объектом Бежин луг. Парк является общественным пространством где каждый желающий может принять участие в формировании арт-объекта или посадить именное дерево.
Закладка парка была 11 июля 2013 года. Основатели: Антон Едлин и Анна Вититина
В истории формирования и развития парка выделяется 3 этапа:

### I этап (2013)
Формирование первых аллей парка — посадка березы редкого сорта с красными листьями. Данная аллея стала неким символом узнаваемости парка у местных жителей. На данном этапе также происходили первоначальная планировка, изучение особенностей ландшафта территории парка, сбор растений и саженцев. В формировании коллекции растений парка приняло участие более 40 000 человек. Семена и саженцы присылали люди из разных концов мира. Для содержания теплолюбивых и тропических растений построена подземная теплица.

### II этап (2014—2016)
Территория делится на Верхний лес и нижний лес. Для парка приходим множество растений от неравнодушных людей, многие приезжают посадить именное дерево и получают сертификат.

### III этап (2017—2019)

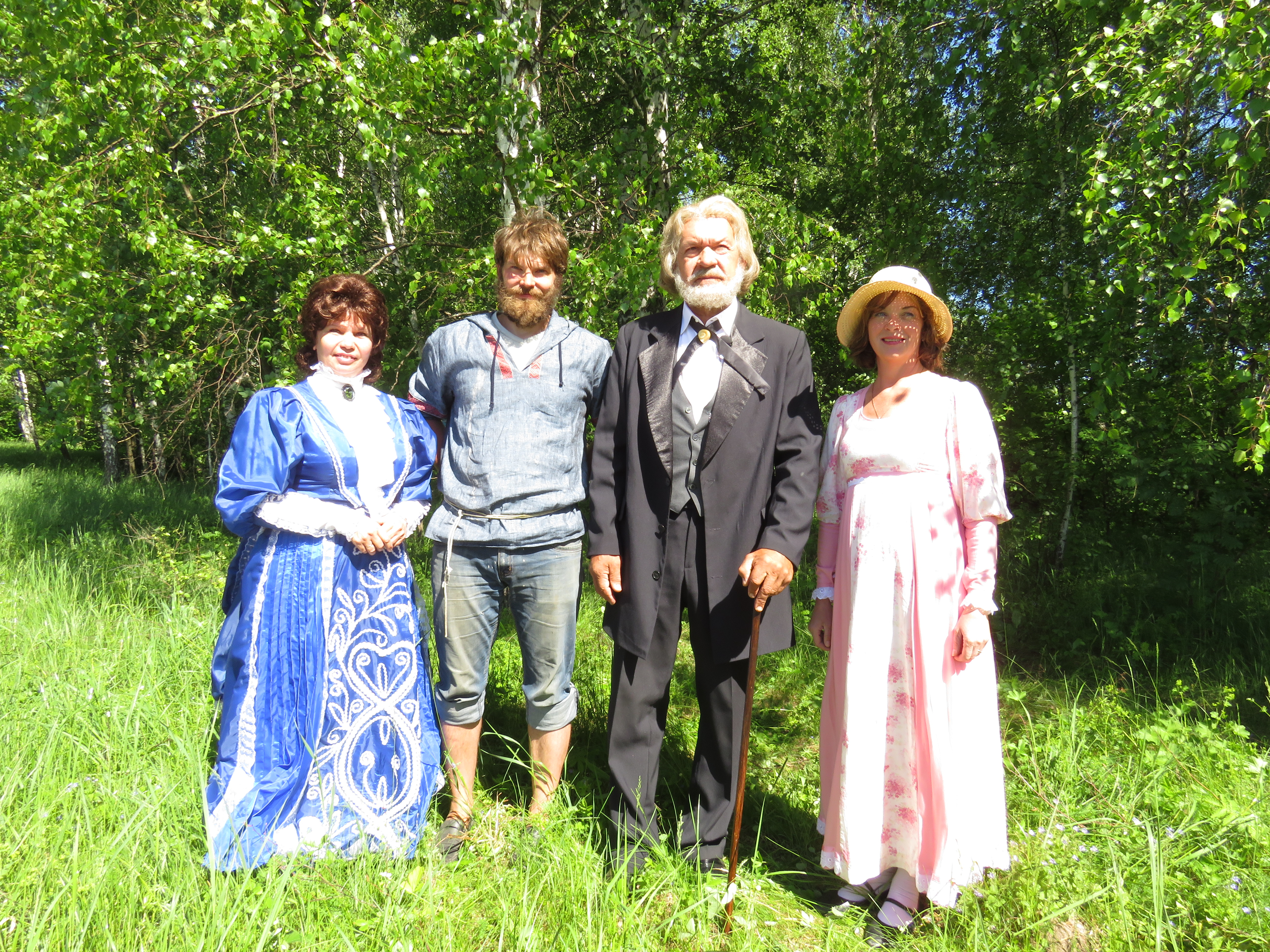
Актёр Владимир Назаров в образе Ивана Тургенева

Все растения парка высаживаются в виде лабиринта. Коллекции растений имеют собраны в тематические сады и природные группы. Коллекции хвойных деревьев находятся в северной части и называются «Сады ветра» Лиственные деревья разместились в «Саду земли», а плодовые окружили «Сад огня» и «Сад воды» ближе к центру размещаются цветущие и плодовые кустарники, коллекции цветов, авторские клумбы и аптекарские огороды. Всего в лабиринте высажено более 20 000 растений.
Ландшафтный парк создан по правилам органического земледелия, где культурные растения вписываются в дикорастущие. Тематика растений взята из практики садово-паркового искусства Тургеневской эпохи и создаётся по запискам из дневника писателя и писем его матери. Сады парка демонстрируют правила посадки плодовых и цветущих растений, медоносов для непрерывного цветения, сочетание деревьев, кустарников, цветов и лекарственных трав. Единственный в России ландшафтный парк, где сочетание дикой природы и регулярных посадок созданы по принципам природотерапии и сенсорики, затрагивают все органы чувств человека: зрение, вкус, запах, осязание, звук.
В настоящее время на территории парка растет около 1200 видов разновидностей растений экзотических цветов, деревьев и кустарников. Часть из них занесена во Всемирную Красную книгу и Красную книгу Тульской области.